# Annette Beningová
Annette Carol Beningová (* 29. května 1958 Topeka, Kansas, USA) je americká herečka. Již během studia na střední škole začal brát hodiny tance v baletním kurzu, poté začala tamtéž studovat i herectví, studia dokončila na sanfranciské divadelní konzervatoři. Po absolutoriu školy hrála v divadlech v San Franciscu a v Denveru. Své divadelní herectví předvedla i Broadwayi, kdy v roce 1986 byla nominována na americkou divadelní cenu Tony. Souběžně s tím začala hrát i v televizi. V roce 1990 byla nominována na Oscara za postavu ve filmu Švindlíři. Další nominaci získala v roce 1999 za roli Carolyn Burnhamové ve filmu Americká krása.
Do povědomí českých diváků vstoupila poprvé díky Formanově přepisu knihy Nebezpečné známosti ve filmu Valmont z roku 1989. Zaujal i její bezchybný herecký výkon v romantickém filmu Americký prezident či v moderním westernu Krajina střelců.
Annette je od roku 1992 podruhé vdaná za amerického herce, scenáristu, režiséra a filmového producenta Warrena Beattyho a má s ním čtyři děti: Kathlyn (* 1992), Benjamin (* 1994), Isabel (* 1997) a Ella Corinne (* 2000).

## Filmografie

### Film
| Rok  | Název                                 | Role                       | Poznámky |
| ---- | ------------------------------------- | -------------------------- | --- |
| 1988 | Báječná dovolená                      | Kate "Katie" Craig         | |
| 1989 | Valmont                               | markýza de Merteuil        | |
| 1990 | Švindlíři                             | Myra Langtry               | nominace na Oscara za nejlepší ženský herecký výkon ve vedlejší roli nominace na Cenu BAFTA za nejlepší ženský herecký výkon ve vedlejší roli |
| 1990 | Pohlednice z Hollywoodu               | Evelyn Ames                | |
| 1991 | Předem vinni                          | Ruth Merrill               | |
| 1991 | Myslete na Henryho                    | Sarah Turner               | |
| 1991 | Bugsy                                 | Virginia Hill              | nomanice na Zlatý glóbus za nejlepší ženský herecký výkon (drama)                                                                             |
| 1994 | Milostná aféra                        | Terry McKay                | |
| 1995 | Richard III.                          | Alžběta Woodvillová        | |
| 1995 | Americký prezident                    | Sydney Ellen Wade          | nominace na Zlatý glóbus za nejlepší ženský herecký výkon (komedie / muzikál)                                                                 |
| 1996 | Mars útočí!                           | Barbara Land               | |
| 1998 | Stav obležení                         | Elise Kraft/Sharon Bridger | |
| 1999 | Přízraky ze snů                       | Claire Cooper              | |
| 1999 | Americká krása                        | Carolyn Burnham            | nominace Oscara za nejlepší ženský herecký výkon v hlavní roli nomanice na Zlatý glóbus za nejlepší ženský herecký výkon (drama)              |
| 2000 | Z jaké jsi planety?                   | Susan Anderson             | |
| 2003 | Krajina střelců                       | Sue Barlow                 | |
| 2004 | Božská Julie                          | Julia Lambert              | nominace Oscara za nejlepší ženský herecký výkon v hlavní roli                                                                                |
| 2006 | Hlava nehlava                         | Deirdre Burroughs          | |
| 2008 | Ženy                                  | Sylvie Fowler              | |
| 2009 | Mother and Child                      | Karen                      | |
| 2010 | Děcka jsou v pohodě                   | Nicole Allgood             | nominace Oscara za nejlepší ženský herecký výkon v hlavní roli nominace na Cenu BAFTA za nejlepší ženský herecký výkon v hlavní roli          |
| 2012 | Ruby Sparks                           | Gertrude Weir-Fields       | |
| 2012 | Ginger a Rosa                         | May Bella                  | |
| 2012 | Imogene                               | Zelda Duncan               | |
| 2013 | Pohled na lásku                       | Nikki Lostrom              | |
| 2014 | Hledání                               | Helen                      | |
| 2015 | Druhá míza                            | Mary Sinclair              | |
| 2016 | Ženy 20. století                      | Dorothea Fields            | |
| 2016 | Pravidla neplatí                      | Lucy Mabrey                | |
| 2017 | Filmové hvězdy neumírají v Liverpoolu | Gloria Grahame             | nominace na Cenu BAFTA za nejlepší ženský herecký výkon v hlavní roli                                                                         |
| 2018 | Racek                                 | Irina Arkadina             | |
| 2018 | Sám život                             | Caitlin Morris             | |
| 2019 | Zpráva                                | Dianne Feinsteinová        | nominace na Zlatý glóbus za nejlepší ženský herecký výkon ve vedlejší roli                                                                    |
| 2019 | Captain Marvel                        | Mar-Vell/Wendy Lawsonová   | |
| 2019 | Georgetown                            | Amanda Breht               | |
| 2019 | Propast mezi námi                     | Grace                      | |
| 2022 | Smrt na Nilu                          | Euphemia Bouc              | |
| 2022 | Jerry & Marge Go Large                | Marge Selbee               | |

### Televize
| Rok  | Název          | Role        | Poznámky            |
| ---- | -------------- | ----------- | ------------------- |
| 1987 | Miami Vice     | Vicky       | díl: „Red Tape"     |
| 2004 | Rodina Sopránů | sama sebe   | díl: „Zkušební sen" |
| 2005 | Paní Harrisová | Jean Harris |                     |